# イーストリー (ディストリクト)
バラ・オブ・イーストリー（英: Borough of Eastleigh）は、イングランド南東部ハンプシャーにある非都市ディストリクト、バラ。サウサンプトン・ウォーターによってニュー・フォレストと隔てられている。また東側にはハンブル川があり、これらの水域が隣接するディストリクトとの境界線の多くを占めている。サウサンプトン周辺の手付かずの自然とイーストリー周辺の市街地の対比があり、またハンプシャー盆地内の豊かな自然もある。
1936年、前身となるイーストリー・バラが成立し、その後イーストリー・バラ都市ディストリクトとなった。その後1972年地方自治法によってウィンチェスター地方ディストリクトの一部が編入され、1974年に現在の形となった。元々のバラ名称は児童作家シャーロット・ヤングによって選ばれた。バラ内には8つのパリッシュがあり、その他にディストリクトが直接管理する土地も存在する。議会の議席数は44議席で、議会と行政機能は名前の由来となった町イーストリーにある。またハンプシャー議会では7議席、下院では2議席が割り当てられている。バラの標語は「人民の福祉が最も重要な法」である。
2011年国勢調査では人口125,900人で、人口密度も高い。しかしながら、人々の健康度合いはサウス・イーストの平均より高い。バラ内には二本の高速道路、7つの鉄道駅、そして国際空港（サウサンプトン空港）がある。またハンブル＝ル＝ライスからバラ・オブ・フェアラムのウォーサッシュまでフェリー路線が運行されている。またバラ北部には廃棄された運河が二本通っている。
バラ内にはイギリス指定記念物が8件、指定建造物が180件ある。

## 歴史

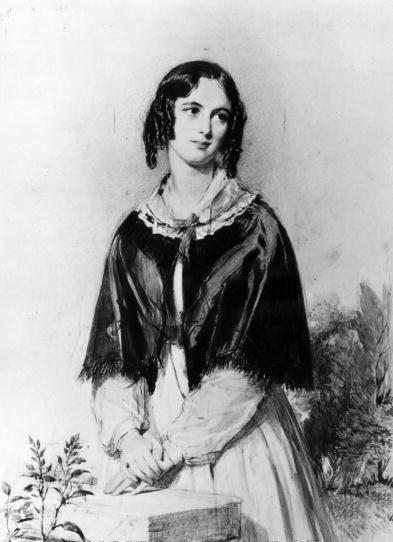
イーストリーの名付け親であるシャーロット・ヤング

バラとしての起源は1868年、イーストリー村、バートン村を含む地域に成立した小教区（パリッシュ）に遡る。オッターボーン在住の作家シャーロット・ヤングが小教区教会の建設資金として500ポンド（現代に換算して5万ポンド）を寄付し、その見返りとして小教区の名称をイーストリーとバートンのいずれにするか選ぶ権利を手にした。彼女はイーストリーを選択したが、スペルは彼女がより現代的であると考えたEastleighとなった。その後この小教区は急速に成長し、1871年には人口515人だったのが1881年には1,000人を超え、1891年には3,613人となった。
1893年、道路や上下水道、街灯の整備のための協議会が地元で設立された。その2年後にはこの協議会がイーストリー都市ディストリクト議会に格上げされ、1899年には近隣のビショップストークも編入された。
1936年、イーストリーに初めてバラ・ステータスが与えられた。これにより、地元議会は条例を制定することができるようになった。
そして近隣の7つのパリッシュが編入され、1974年4月1日に現在の形となった。
2006年にはイギリスのテレビ局「チャンネル4」の番組で、イギリスで住むべき場所第9位に選出された。

## 政治
ほとんどのバラはパリッシュ議会またはタウン議会、バラ議会、カウンティ議会の3階層を有しており、イーストリー・バラ議会は第2階層に位置する。しかし、タウン・オブ・イーストリーを含む一部の地区はパリッシュ議会またはタウン議会を有しておらず、バラ議会が直接管轄している。イーストリー・バラ議会は39議席を有し、14の選挙区から選出される。2022年現在は39議席中33議席を自由民主党、1議席を保守党、残りの5議席を無所属議員が獲得している。
| 政党 | 政党       | 議席数 |
|      | 自由民主党 | 33     |
|      | 保守党     | 1      |
|      | 無所属     | 5      |

## 地理

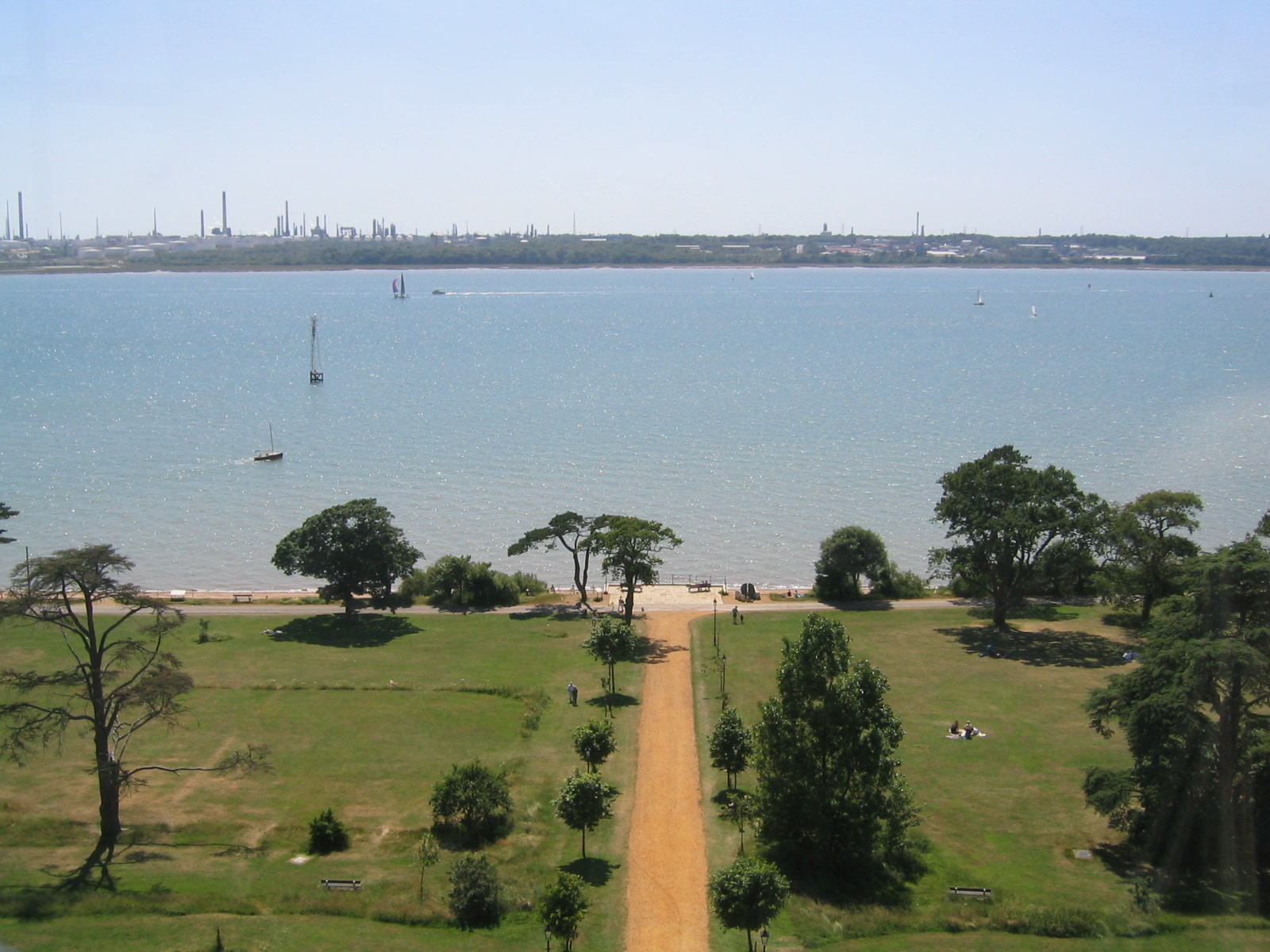
ロイヤル・ヴィクトリア・カウンティ公園から眺めるサウサンプトン水道の風景

南東側でハンブル川を挟んでフェアラムと、南西側でサウサンプトン水道を挟んでニュー・フォレストと面する。ハンブル川はハンブル＝ル＝ライスでサウサンプトン水道に流入しており、この町がバラの最南端となっている。また西側ではサウサンプトン、北側と北東側でシティ・オブ・ウィンチェスターに接している。そのほか、イッチェン川など数多くの川が域内を流れている。

### 気候
イギリス全土の典型的な気候である西岸海洋性気候（Cfb）である。最寄りの観測地点であるサウサンプトンでは、6月の国内最高気温記録である摂氏35.6度が1976年に記録された。
| イーストリーの最寄りの観測地点であるサウサンプトンの気候（1981–2010年）の気候 | イーストリーの最寄りの観測地点であるサウサンプトンの気候（1981–2010年）の気候 | イーストリーの最寄りの観測地点であるサウサンプトンの気候（1981–2010年）の気候 | イーストリーの最寄りの観測地点であるサウサンプトンの気候（1981–2010年）の気候 | イーストリーの最寄りの観測地点であるサウサンプトンの気候（1981–2010年）の気候 | イーストリーの最寄りの観測地点であるサウサンプトンの気候（1981–2010年）の気候 | イーストリーの最寄りの観測地点であるサウサンプトンの気候（1981–2010年）の気候 | イーストリーの最寄りの観測地点であるサウサンプトンの気候（1981–2010年）の気候 | イーストリーの最寄りの観測地点であるサウサンプトンの気候（1981–2010年）の気候 | イーストリーの最寄りの観測地点であるサウサンプトンの気候（1981–2010年）の気候 | イーストリーの最寄りの観測地点であるサウサンプトンの気候（1981–2010年）の気候 | イーストリーの最寄りの観測地点であるサウサンプトンの気候（1981–2010年）の気候 | イーストリーの最寄りの観測地点であるサウサンプトンの気候（1981–2010年）の気候 | イーストリーの最寄りの観測地点であるサウサンプトンの気候（1981–2010年）の気候 |
| 月                                                                            | 1月                                                                           | 2月                                                                           | 3月                                                                           | 4月                                                                           | 5月                                                                           | 6月                                                                           | 7月                                                                           | 8月                                                                           | 9月                                                                           | 10月                                                                          | 11月                                                                          | 12月                                                                          | 年                                                                            |
| ----------------------------------------------------------------------------- | ----------------------------------------------------------------------------- | ----------------------------------------------------------------------------- | ----------------------------------------------------------------------------- | ----------------------------------------------------------------------------- | ----------------------------------------------------------------------------- | ----------------------------------------------------------------------------- | ----------------------------------------------------------------------------- | ----------------------------------------------------------------------------- | ----------------------------------------------------------------------------- | ----------------------------------------------------------------------------- | ----------------------------------------------------------------------------- | ----------------------------------------------------------------------------- | ----------------------------------------------------------------------------- |
| 平均最高気温 °C （°F）                                                        | 8.4 (47.1)                                                                    | 8.6 (47.5)                                                                    | 11.1 (52)                                                                     | 14.0 (57.2)                                                                   | 17.5 (63.5)                                                                   | 20.2 (68.4)                                                                   | 22.4 (72.3)                                                                   | 22.3 (72.1)                                                                   | 19.8 (67.6)                                                                   | 15.6 (60.1)                                                                   | 11.7 (53.1)                                                                   | 8.9 (48)                                                                      | 15.1 (59.2)                                                                   |
| 平均最低気温 °C （°F）                                                        | 2.9 (37.2)                                                                    | 2.6 (36.7)                                                                    | 4.1 (39.4)                                                                    | 5.7 (42.3)                                                                    | 9.0 (48.2)                                                                    | 11.7 (53.1)                                                                   | 13.7 (56.7)                                                                   | 13.7 (56.7)                                                                   | 11.4 (52.5)                                                                   | 8.9 (48)                                                                      | 5.4 (41.7)                                                                    | 3.2 (37.8)                                                                    | 7.7 (45.9)                                                                    |
| 雨量 mm （inch）                                                              | 81.4 (3.205)                                                                  | 58.3 (2.295)                                                                  | 60.0 (2.362)                                                                  | 50.7 (1.996)                                                                  | 49.0 (1.929)                                                                  | 50.4 (1.984)                                                                  | 42.0 (1.654)                                                                  | 50.4 (1.984)                                                                  | 60.4 (2.378)                                                                  | 93.8 (3.693)                                                                  | 94.0 (3.701)                                                                  | 89.2 (3.512)                                                                  | 779.4 (30.685)                                                                |
| 平均降雨日数 （≥1.0 mm）                                                      | 12.2                                                                          | 9.2                                                                           | 10.1                                                                          | 8.8                                                                           | 8.2                                                                           | 7.7                                                                           | 7.4                                                                           | 7.7                                                                           | 8.7                                                                           | 11.5                                                                          | 11.5                                                                          | 11.8                                                                          | 114.7                                                                         |
| 平均月間日照時間                                                              | 63.3                                                                          | 84.4                                                                          | 118.3                                                                         | 179.8                                                                         | 212.1                                                                         | 211.2                                                                         | 221.8                                                                         | 207.7                                                                         | 148.1                                                                         | 113.0                                                                         | 76.6                                                                          | 52.9                                                                          | 1,689.3                                                                       |
| 出典1：Met Office (normals)                                                   |                                                                               |                                                                               |                                                                               |                                                                               |                                                                               |                                                                               |                                                                               |                                                                               |                                                                               |                                                                               |                                                                               |                                                                               |                                                                               |
| 出典2：Calculated from Met Office Data                                        |                                                                               |                                                                               |                                                                               |                                                                               |                                                                               |                                                                               |                                                                               |                                                                               |                                                                               |                                                                               |                                                                               |                                                                               |                                                                               |